# Başaran, Kuyucak
Başaran là một thị trấn thuộc huyện Kuyucak, tỉnh Aydın, Thổ Nhĩ Kỳ. Dân số thời điểm năm 2010 là 1.477 người.